# St-Lunaire (Saint-Lunaire)

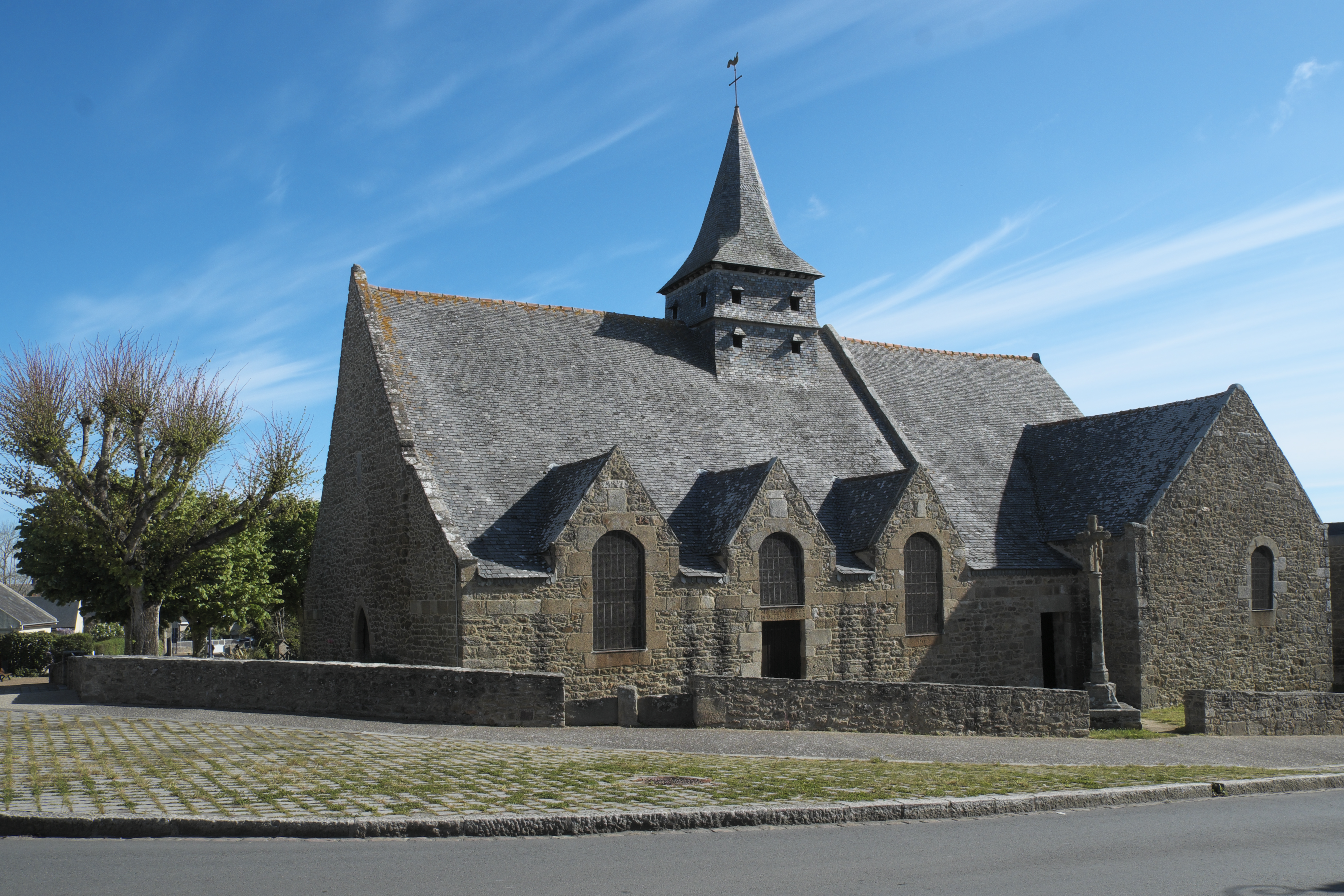
Alte Pfarrkirche Saint-Lunaire

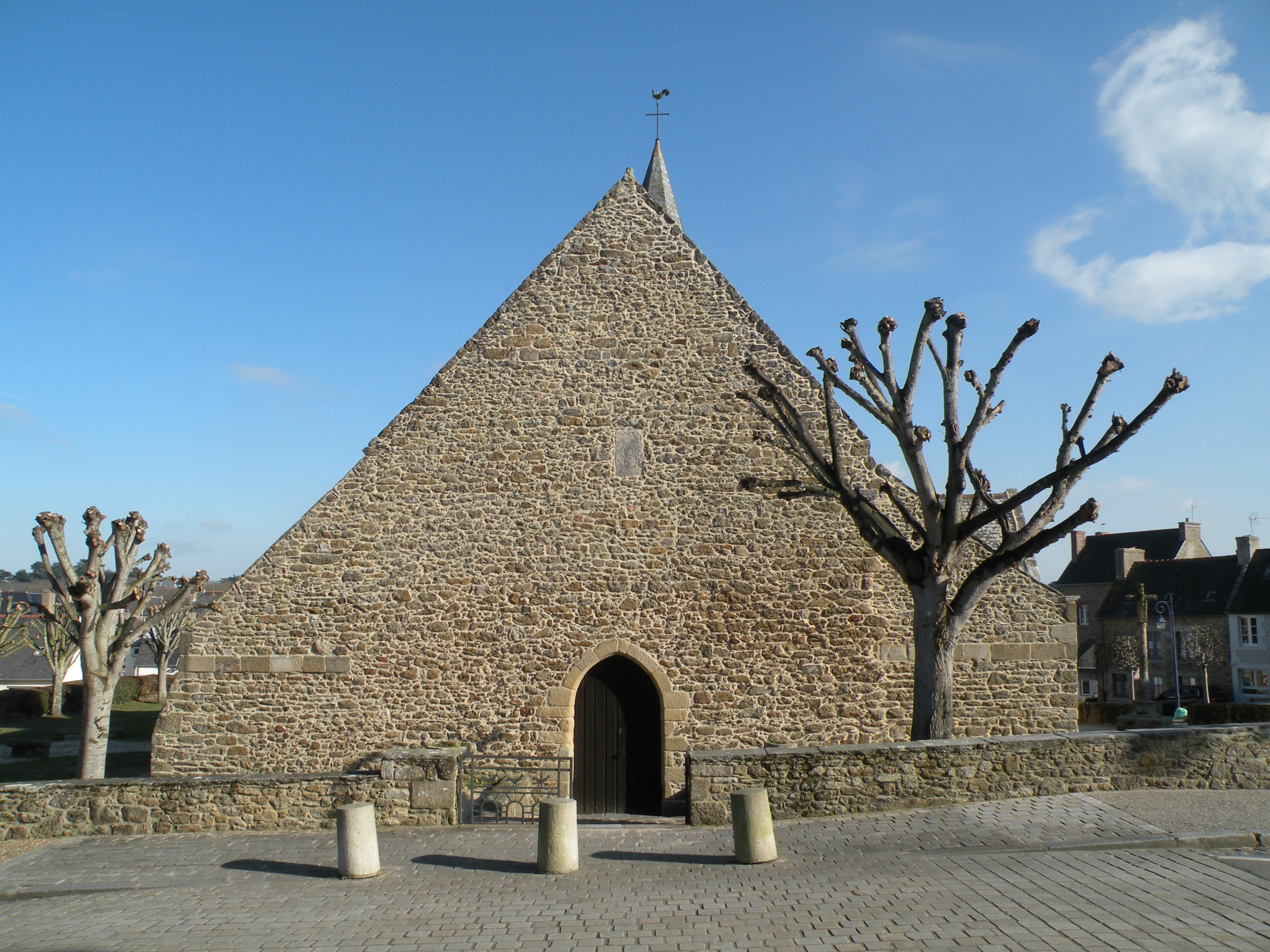
Westfassade

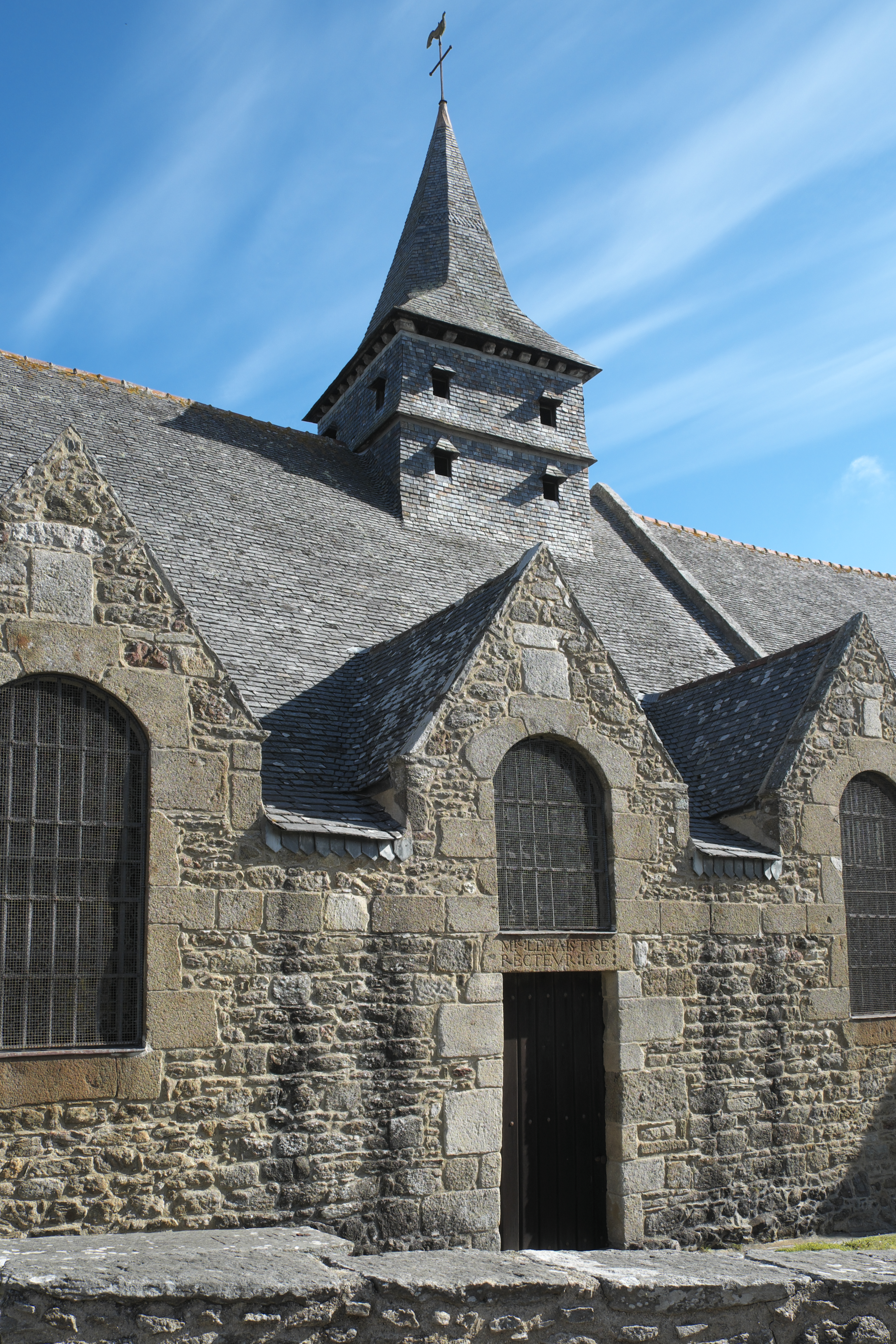
Südportal und Glockenturm

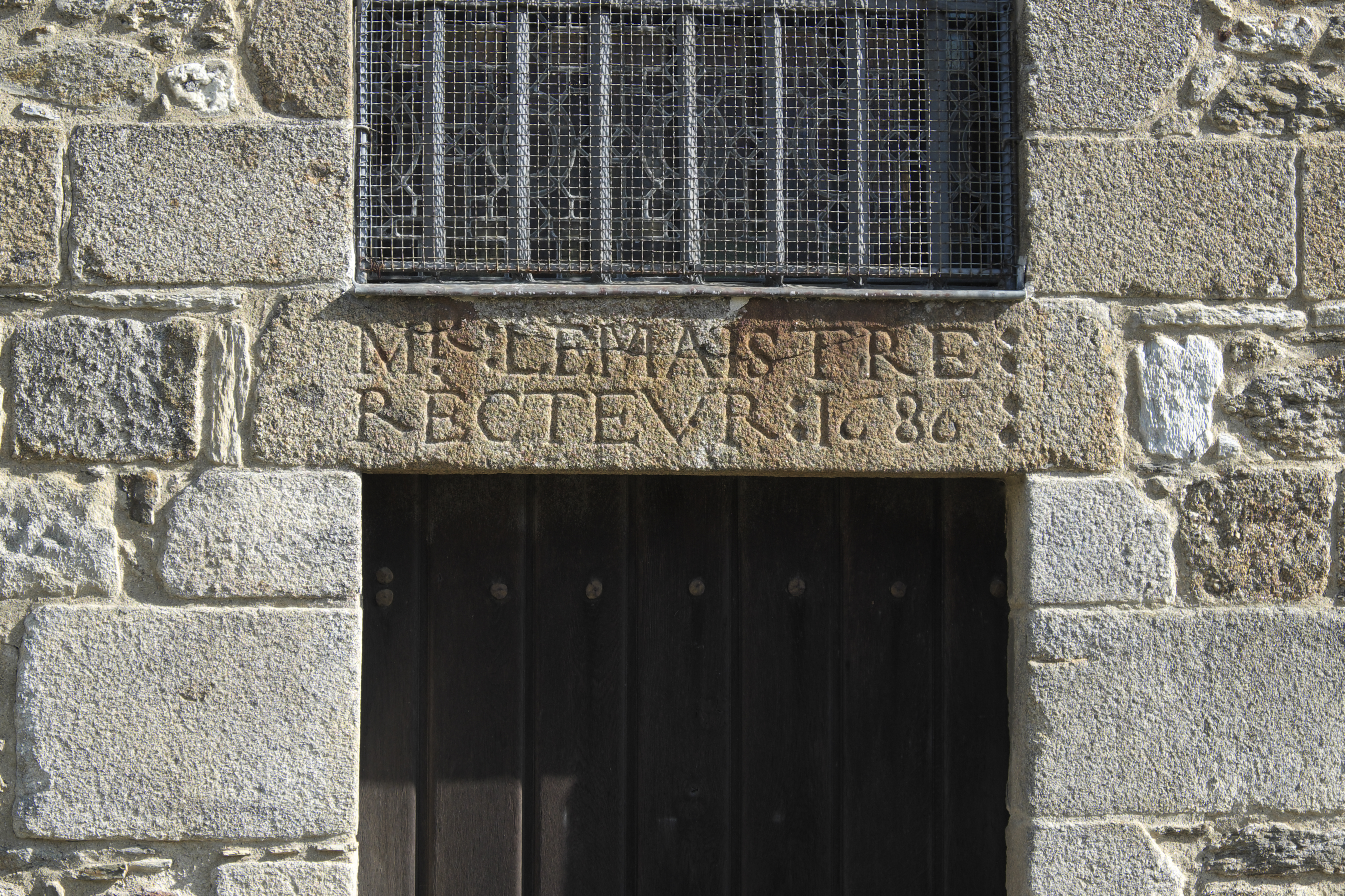
Inschrift über dem Südportal

Die alte katholische Pfarrkirche Saint-Lunaire in Saint-Lunaire, einer Gemeinde im Département Ille-et-Vilaine in der französischen Region Bretagne, ist eine romanische Kirche aus dem 11. Jahrhundert, deren Seitenschiffe im 17./18. Jahrhundert erweitert wurden. Die Kirche ist dem heiligen Leonorius von Pontual (auch Lunarius, Léonore, Lunaire) geweiht, der dort im 6. Jahrhundert ein Kloster gründete. In der Kirche sind neben dem Sarkophag des Schutzpatrons Grabmale und Grabplatten mit Liegefiguren aus dem 13. bis 15. Jahrhundert erhalten. Im Jahr 1913 wurde die Kirche als Monument historique in die Liste der Baudenkmäler in Frankreich aufgenommen.

## Geschichte
Im 6. Jahrhundert ließ sich der nach der Legende in Wales geborene heilige Leonorius, der dort in einem Kloster erzogen und zum Bischof geweiht worden war, in der menschenleeren und waldreichen Gegend in der Nähe der Rancemündung nieder. Dort gründete er mit seinen Gefährten ein Kloster, um das sich der ursprünglich als Pontual bezeichnete Ort entwickelte. Nach seinem Tod wurde Leonorius in der Kirche in einem gallorömischen Sarkophag bestattet.
Die heutige Kirche wurde im 11. Jahrhundert an der Stelle des von Leonorius gegründeten Klosters errichtet. Ende des 14. und zu Beginn des 15. Jahrhunderts wurde das nördliche Querhaus und im 15. Jahrhundert das südliche Querhaus angebaut. Das südliche Seitenschiff wurde 1686 fertiggestellt, woran die Inschrift „MR LEMAISTRE RECTEUR 1686“ über dem Südportal erinnert. Ende des 17. und zu Beginn des 18. Jahrhunderts wurden der Chor und das nördliche Seitenschiff umgebaut. Nach der Weihe der neuen Pfarrkirche im Jahr 1884 wurde die alte Kirche aufgegeben. 1954 wurde sie wieder instand gesetzt und neu geweiht.

## Architektur

### Außenbau
Die Kirche ist aus Granit errichtet. In die schmucklose, nicht symmetrische Westfassade ist ein spitzbogiges Portal eingeschnitten. Auf dem Satteldach des Kirchenschiffs sitzt der schiefergedeckte Glockenturm, der von einem Holzbalkengerüst im Inneren der Kirche getragen wird.

### Innenraum
Das dreijochige Langhaus fällt zum polygonalen Chor hin leicht ab. Zu den beiden Seitenschiffen öffnen sich Rundbogenarkaden, die auf viereckigen Pfeilern aufliegen. Die Pfeiler besitzen anstelle von Kapitellen abgeschrägte Kämpferplatten. Spitzbogenarkaden öffnen die Vierung zu den beiden Querschiffarmen, deren Fassaden von Rundbogenfenstern durchbrochen sind. Der gesamte Innenraum wird von Holzdecken gedeckt.

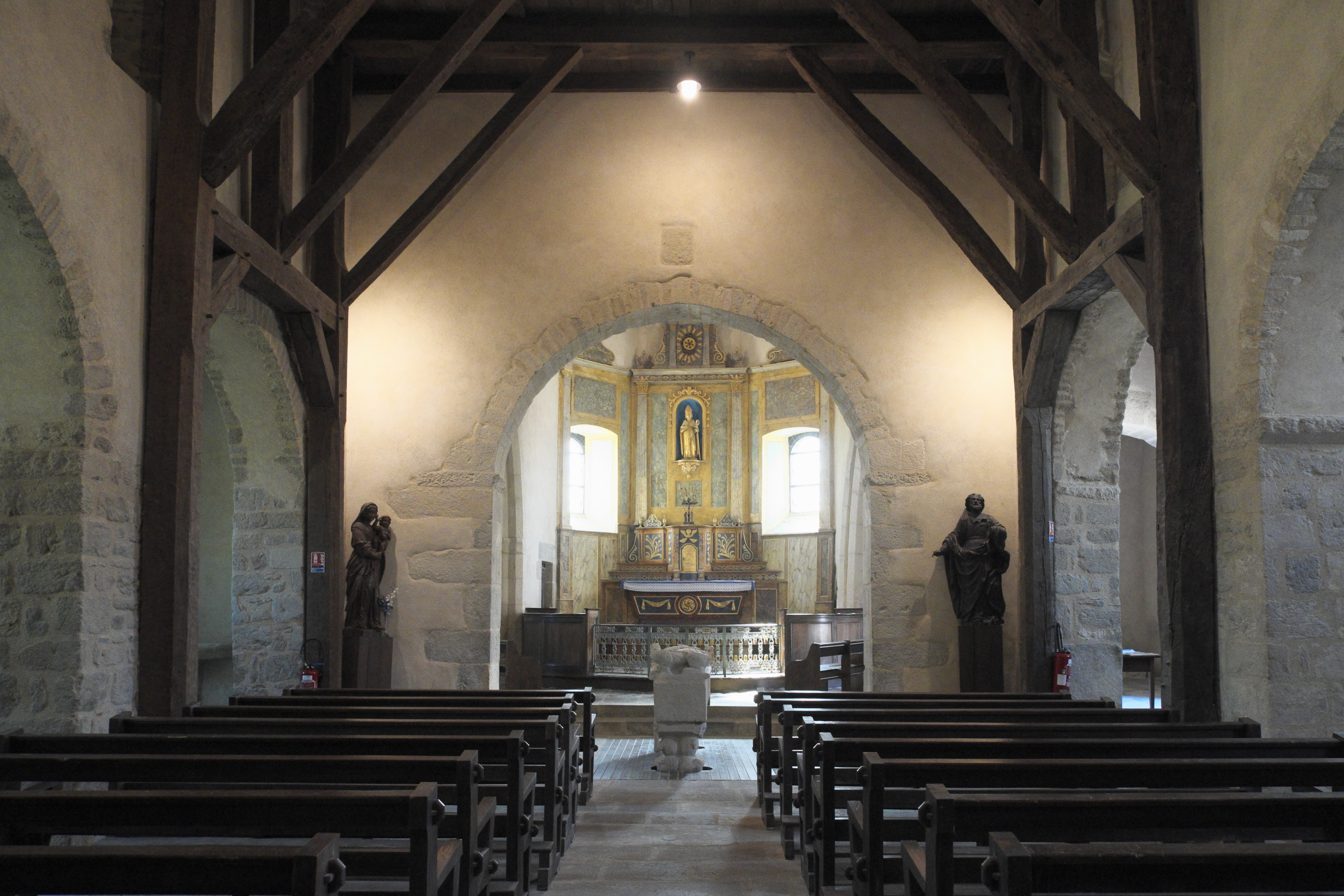
Blick zum Chor
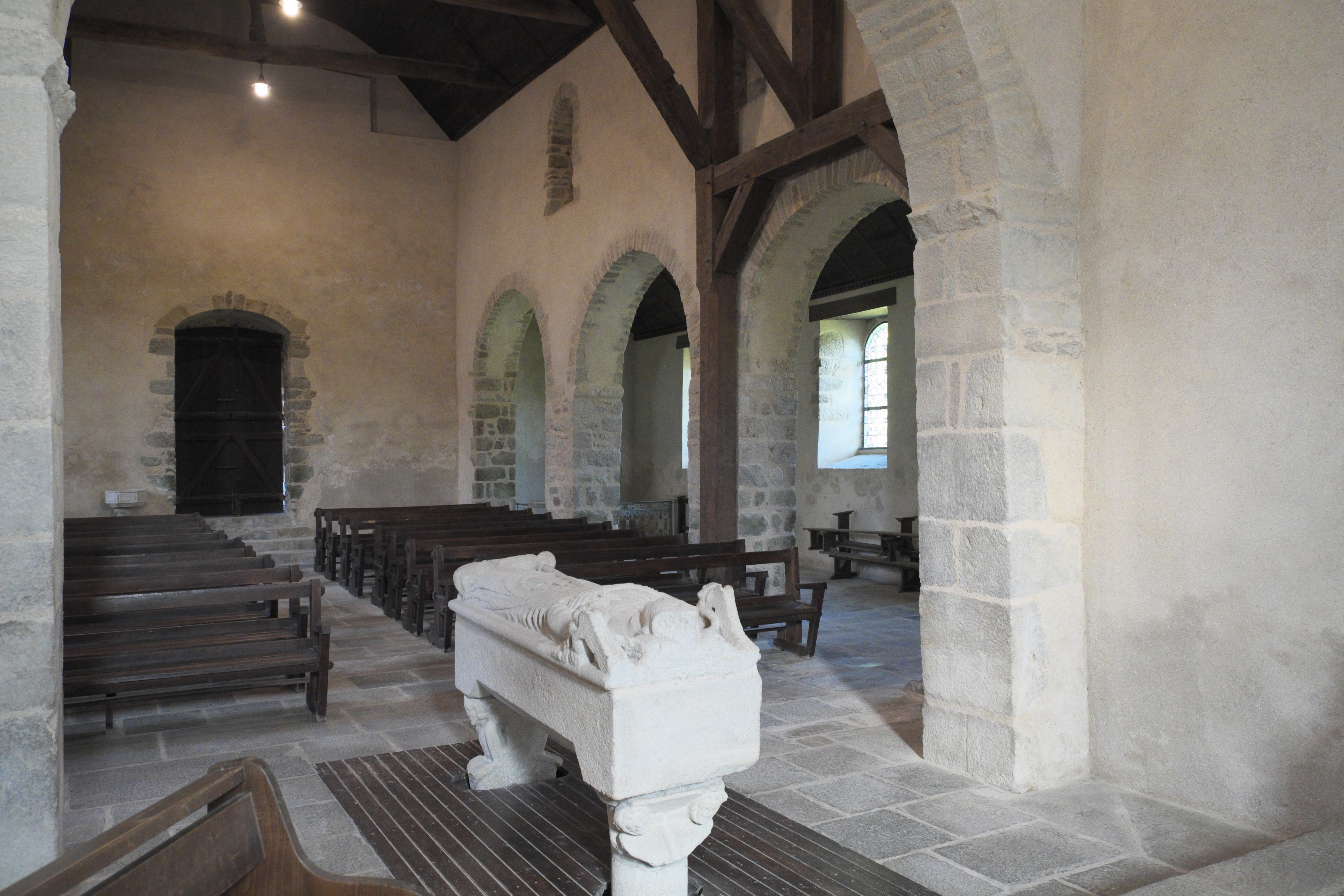
Langhaus und nördliches Seitenschiff
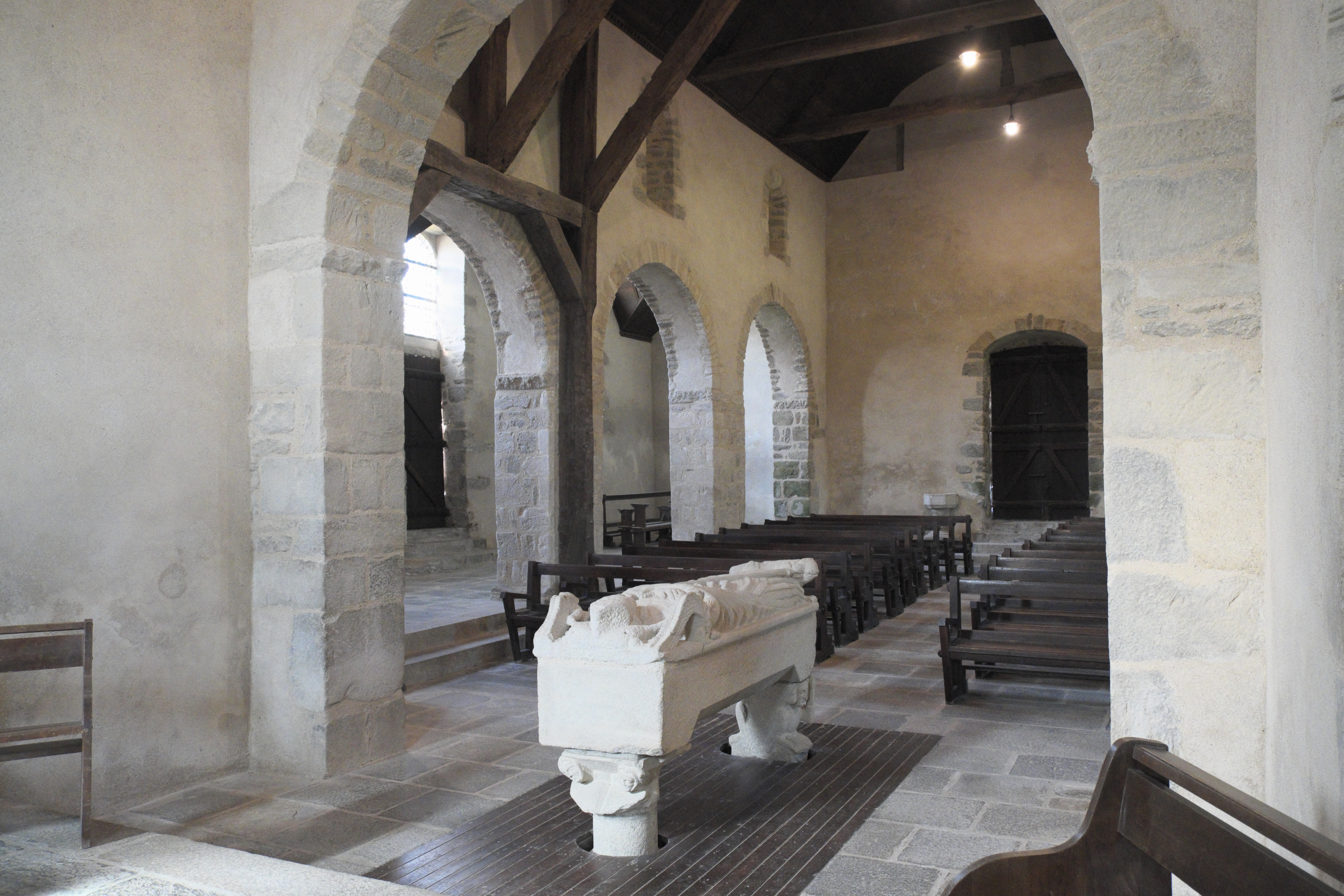
Langhaus und südliches Seitenschiff

## Grabmale
- Sarkophag des heiligen Leonorius

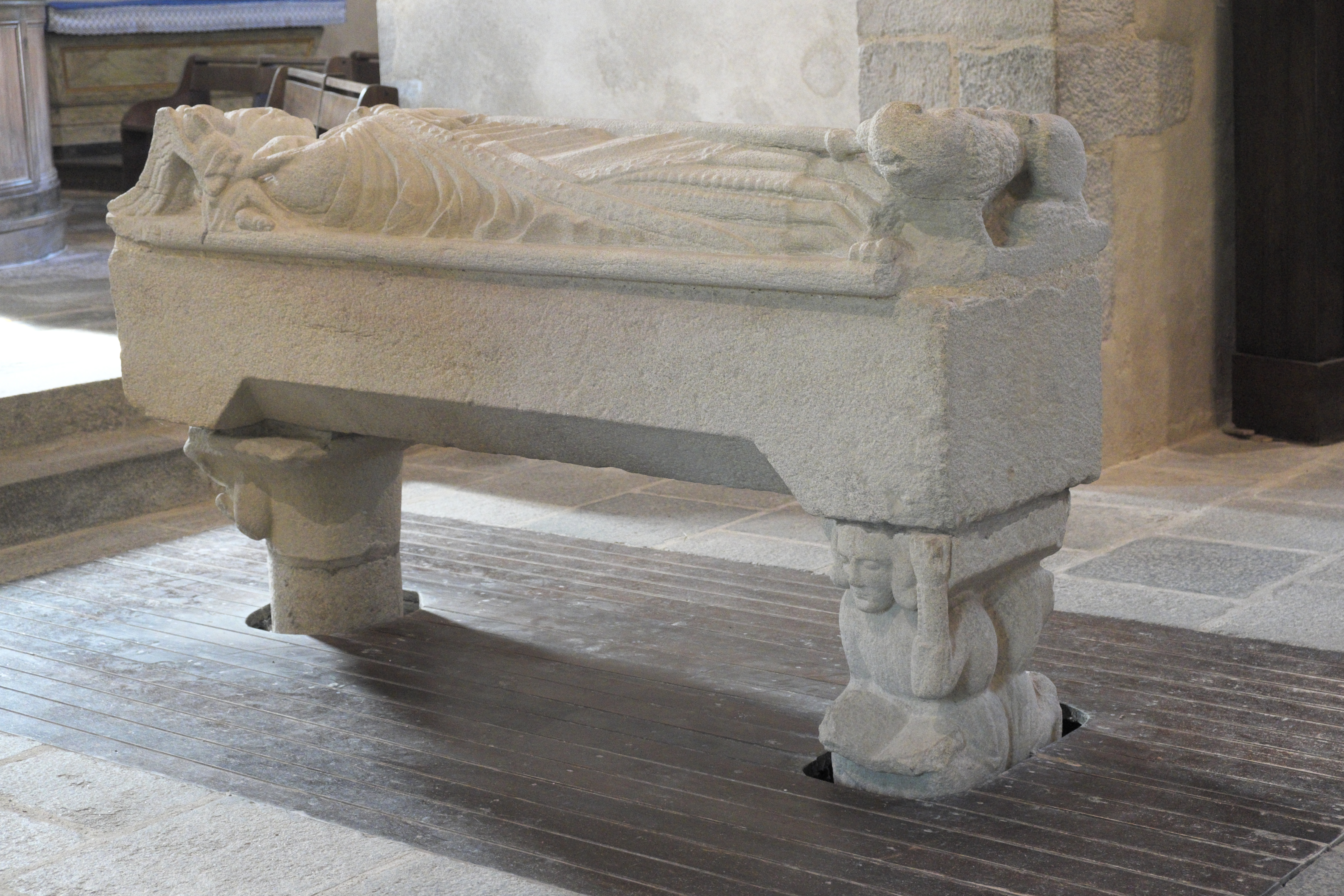
Sarkophag des heiligen Leonorius

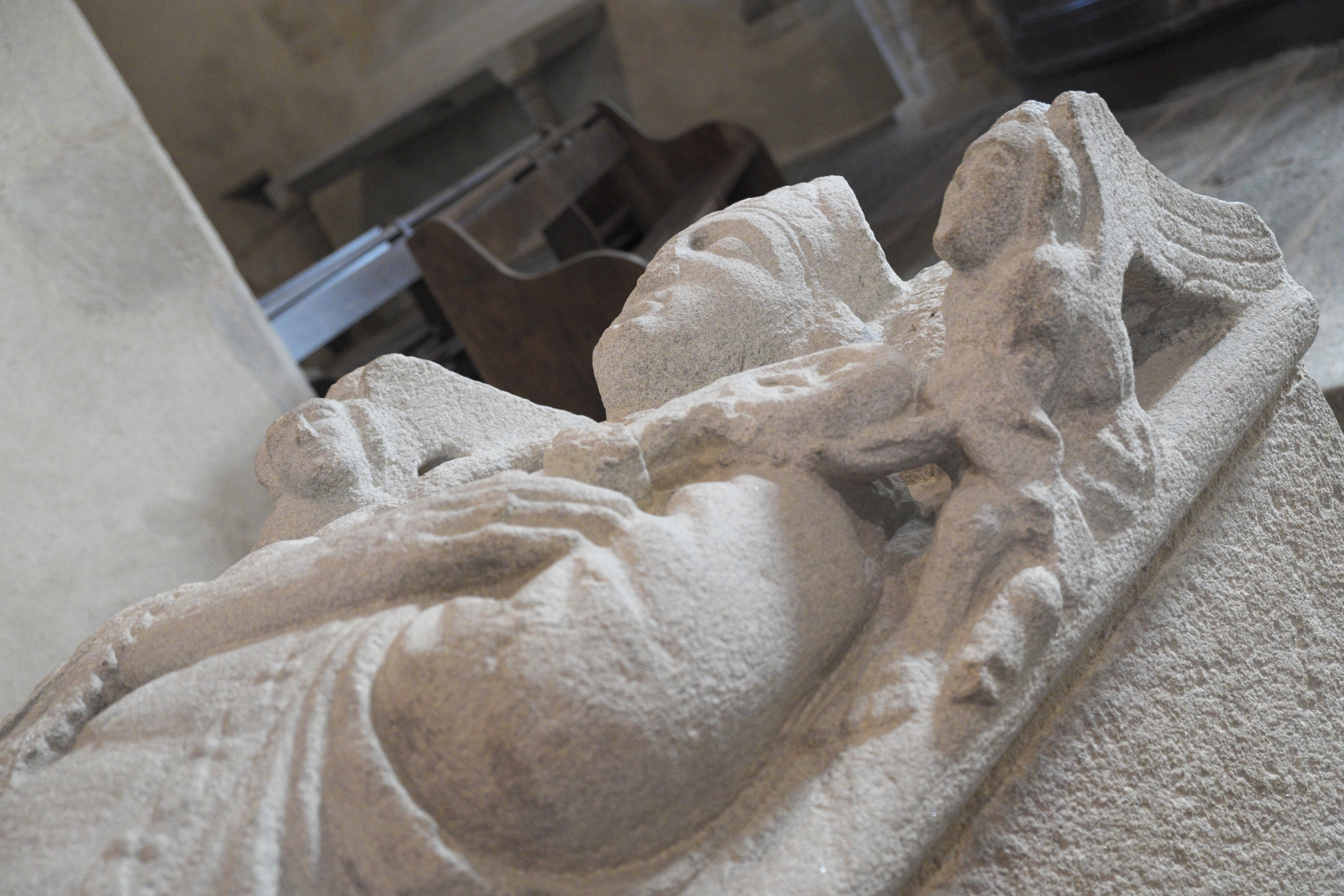
Heiliger Leonorius

Das Grab des heiligen Leonorius besteht aus einem gallorömischen Sarkophag und einer Deckplatte aus dem 14. Jahrhundert mit der Liegefigur des Heiligen. Leonorius hält den Bischofsstab in Händen, der im Maul eines Drachen endet. Der Sarkophag liegt auf Sockeln, die mit Engelsbüsten skulptiert sind.

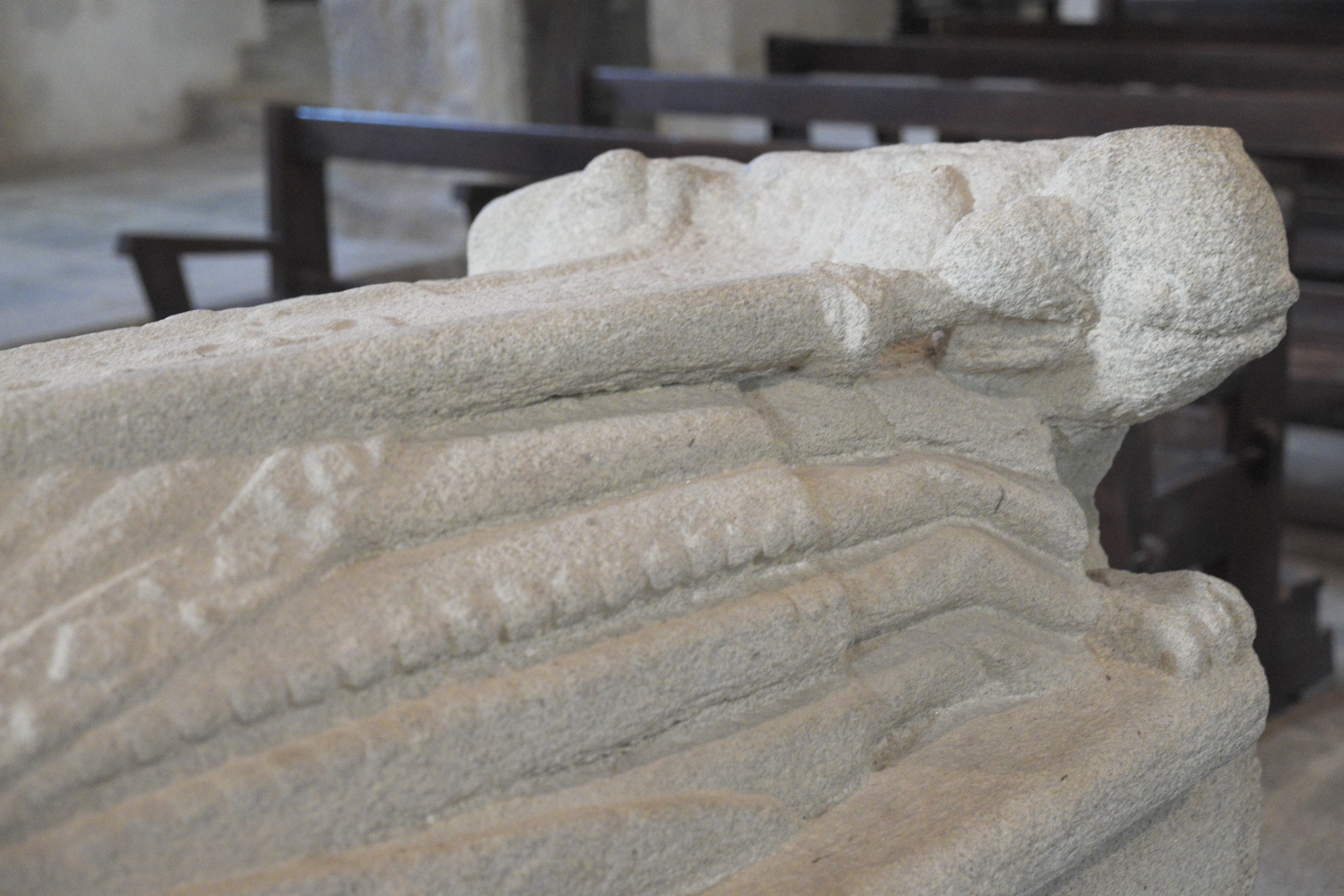
Bischofsstab und Drache
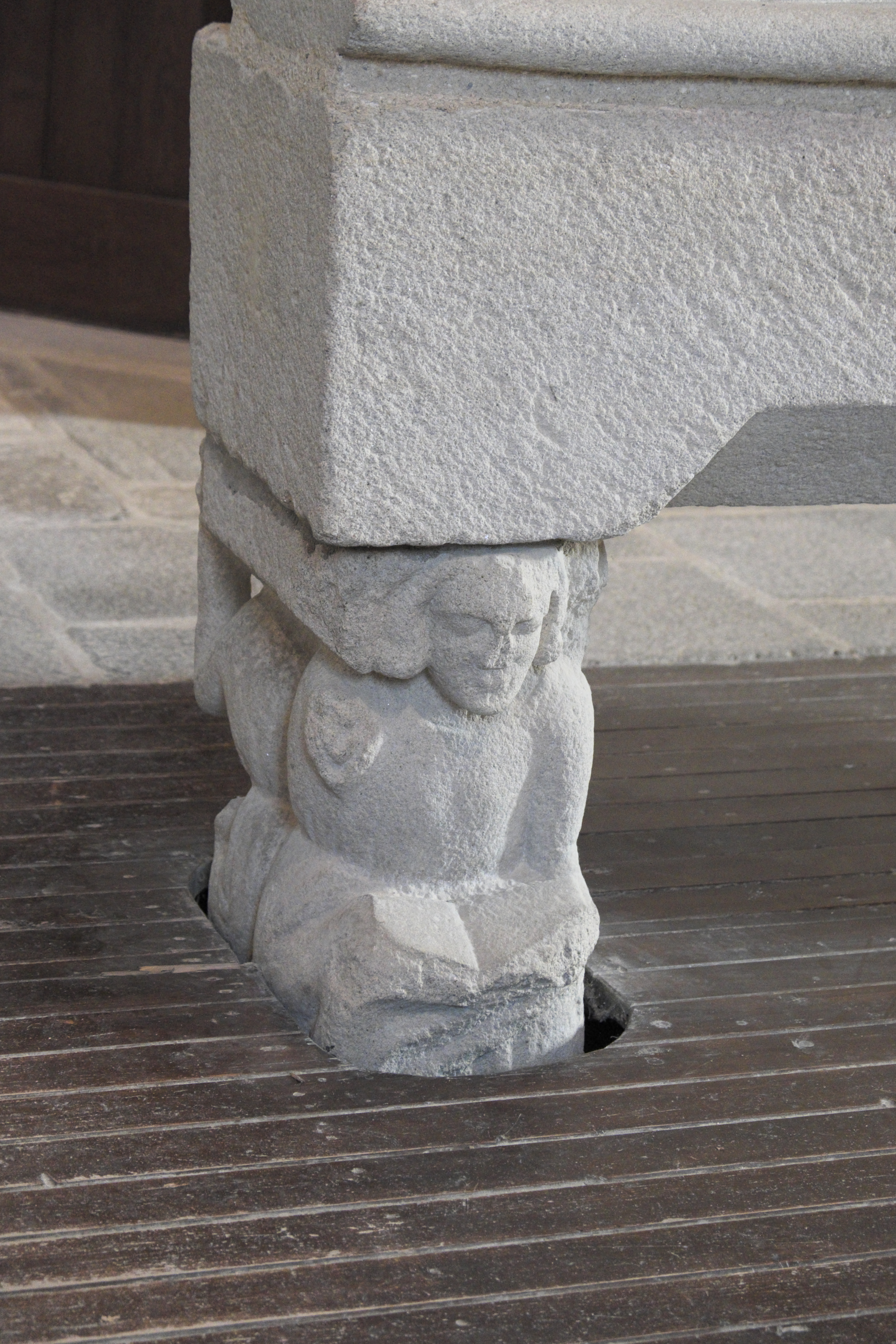
Sockel mit Engel
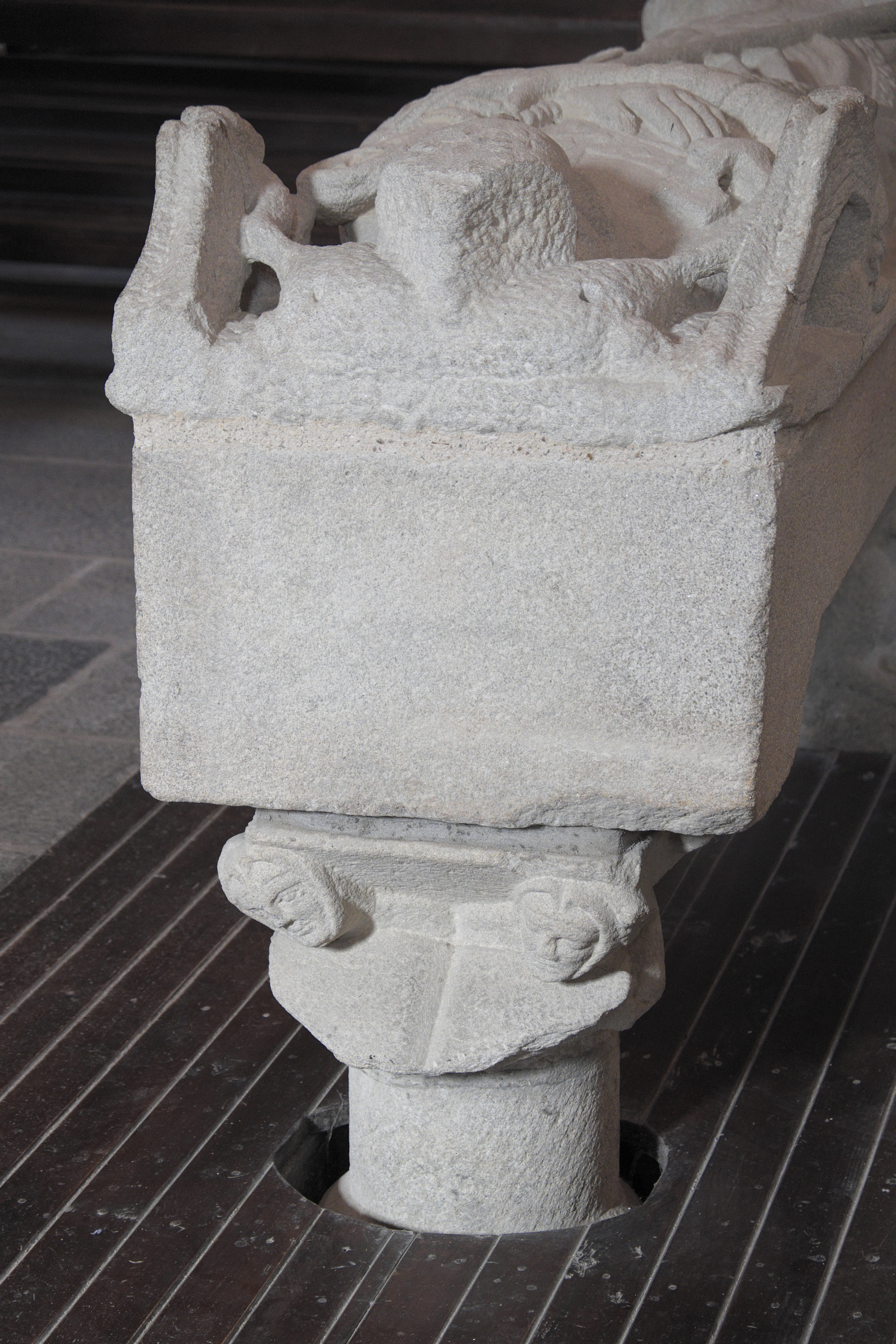
Säulenstumpf mit Köpfen

- Grabmal einer Dame der Familie Pontual aus dem 13. Jahrhundert[4]
- Grabplatte mit der Liegefigur von Alain de Pontual aus dem 14. Jahrhundert[5]
- Grabmal eines Ritters der Familie Pontbriand aus dem 15. Jahrhundert[6]
- Grabmal einer Dame der Familie Pontbriand aus dem 15. Jahrhundert[7]

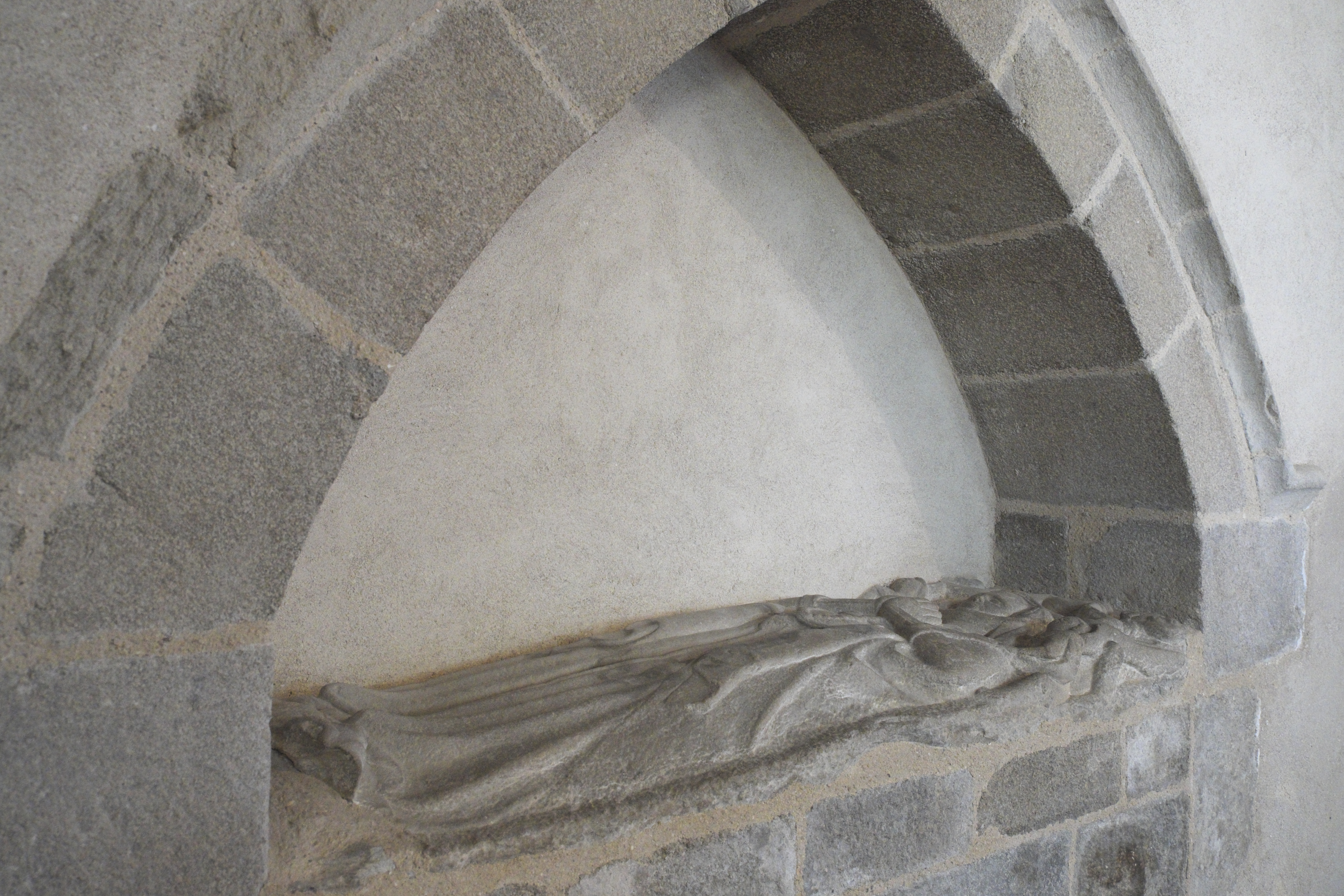
Wandnischengrab mit der Liegefigur einer Dame der Familie Pontual, 13. Jahrhundert
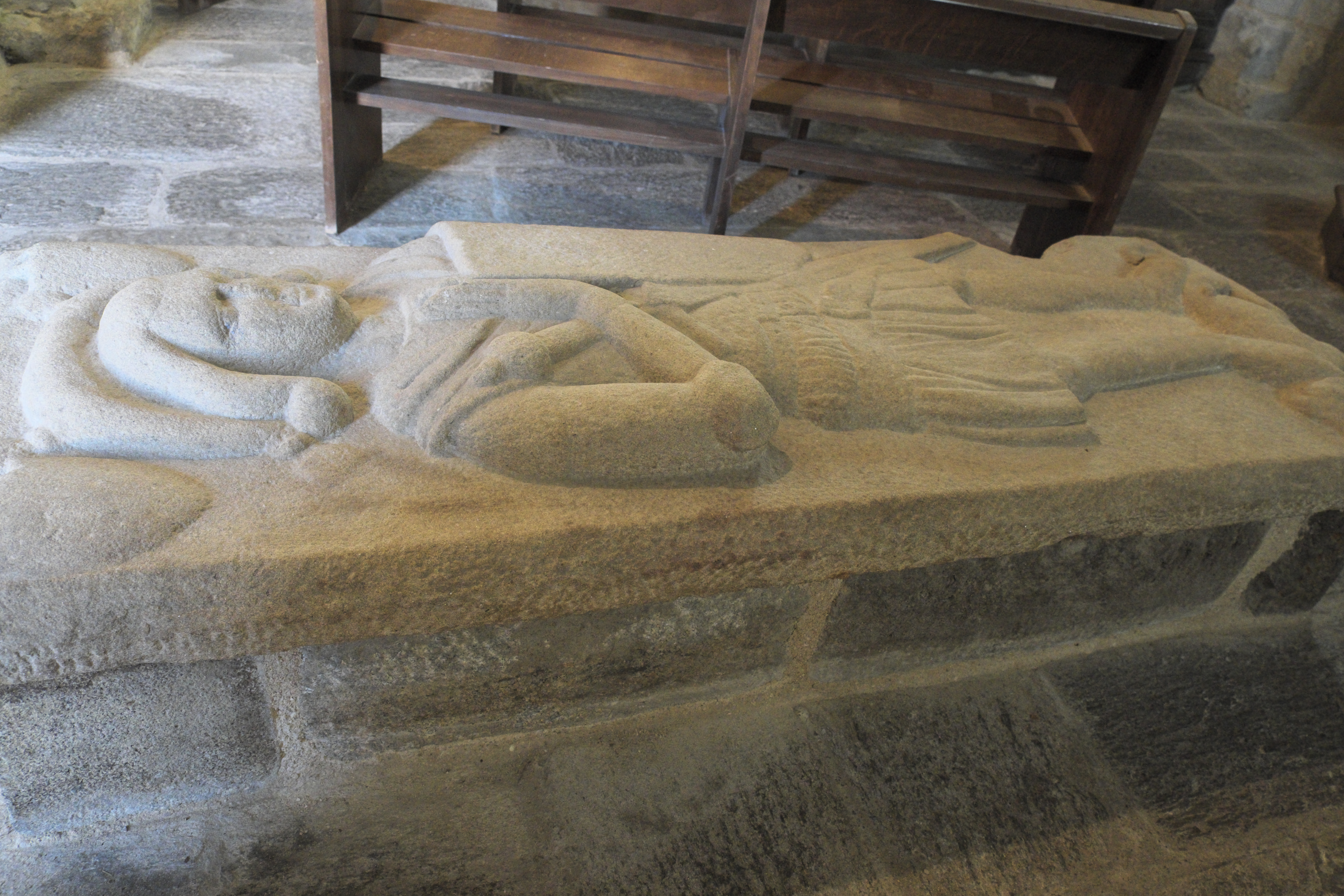
Liegefigur von Alain de Pontual, 14. Jahrhundert
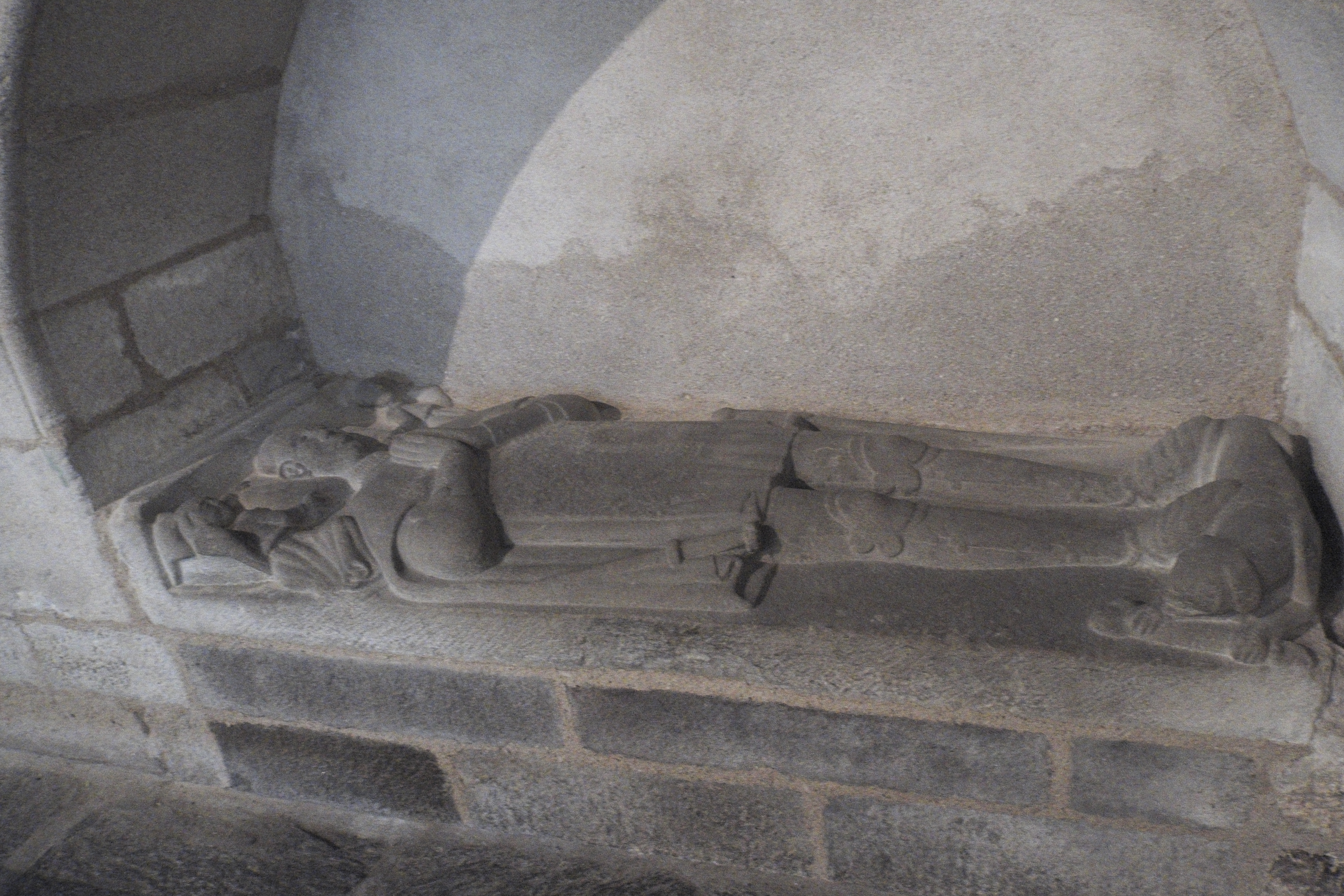
Wandnischengrab mit der Liegefigur eines Ritters der Familie Pontbriand, 15. Jahrhundert
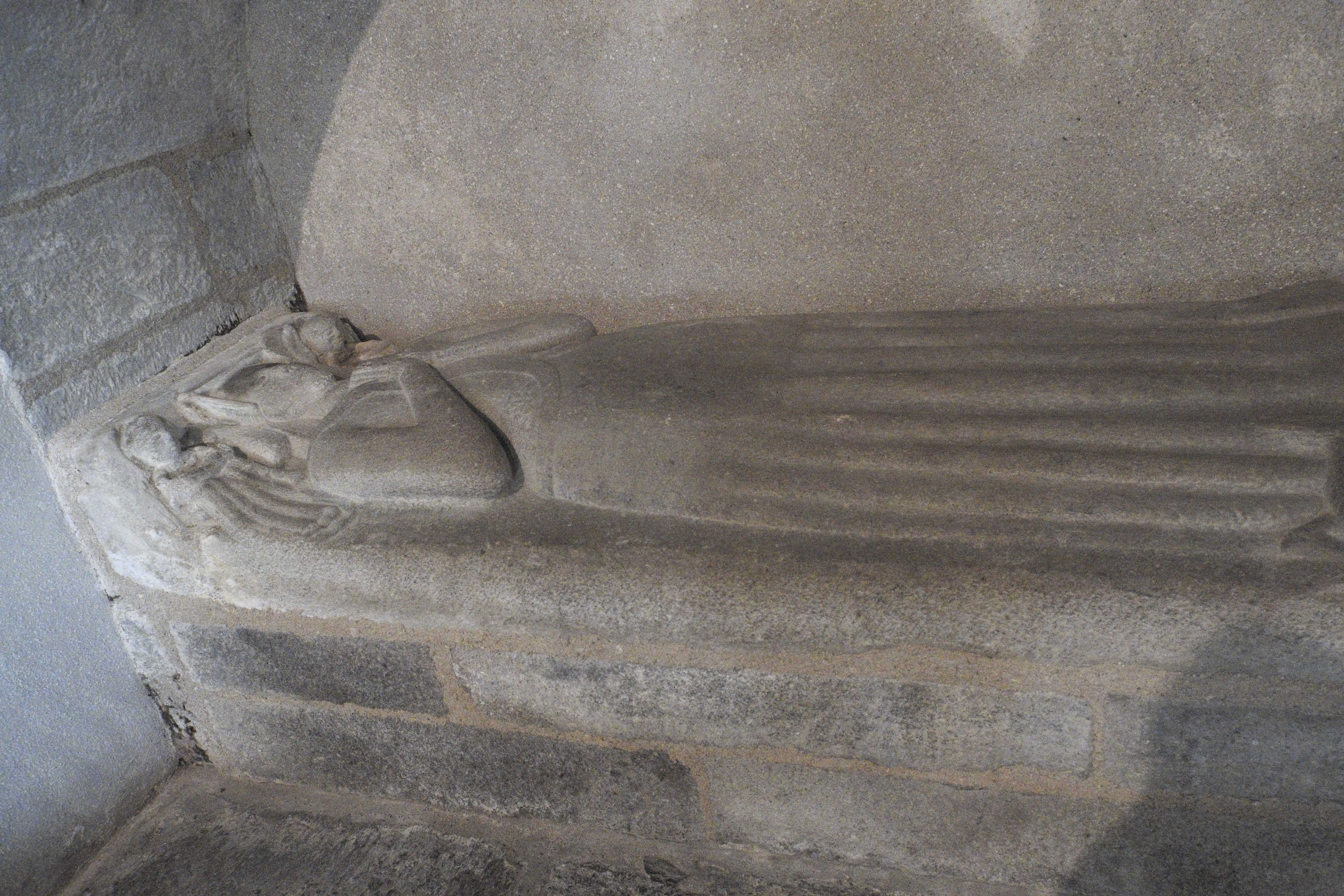
Wandnischengrab mit der Liegefigur einer Dame der Familie Pontbriand, 15. Jahrhundert